# Zuid-Koreaanse won

Koers KRW - EUR.

De won ₩ (Hangeul 원, Hanja 圓) is de munteenheid van Zuid-Korea. De Zuid-Koreaanse won wordt niet verder onderverdeeld.
De volgende munten worden gebruikt: 1, 5, 10, 50, 100, 500 won (1 en 5 won vindt men nauwelijks meer). Het papiergeld is beschikbaar in 1000, 5000 en 10.000 en 50.000 won. De munten en bankbiljetten worden geproduceerd door de Korea Minting and Security Printing Corporation.

## Geschiedenis
Vanaf 1910 was Korea een Japanse kolonie en Japan introduceerde munten en biljetten die vrijwel overeen kwamen met de Japanse yen.
Medio 1945 kwam met het einde van de Tweede Wereldoorlog ook een einde aan de Japanse bezetting van Korea. Er kwam een Koreaanse interim-regering bijgestaan door Amerikaanse deskundigen, de US Army Military Government in Korea (USAMGIK). De twee werkten samen om een nieuwe centrale bank op te richten en op 12 juni 1950 begon de Centrale Bank van Korea met de werkzaamheden. De bank had het alleenrecht om geld uit te geven en een van de eerste taken was de oude bankbiljetten om te wisselen in nieuwe won biljetten. Nog geen twee weken later brak de Koreaanse oorlog uit. Ondanks de oorlog slaagde de centrale bank er in om in oktober 1952 twee nieuwe bankbiljetten in omloop te brengen, van 100 en 1000 won. Bij de start van de oorlog was één Amerikaanse dollar gelijk aan 1800 won, maar in november 1951 was de wisselkoers gedaald naar 6500 won voor een dollar.
Tegen het einde van de oorlog was er zeer veel geld in omloop gekomen om de strijd te financieren. Hoge inflatie maakte verdere maatregelen noodzakelijk. Op 15 februari 1953 werd de hwan geïntroduceerd, waarbij één hwan gelijk was aan honderd won. In december 1953 werd de officiële wisselkoers vastgelegd op 180 hwan, of 18.000 in de voormalige won, en in augustus 1955 volgde een devaluatie en werd de wisselkoers 500 hwam voor een dollar, deze wisselkoers hield tot februari 1960 stand. Het muntgeld werd pas laat in de jaren vijftig vervangen door nieuwe munten van 10, 50 en 100 hwan.
In 1961 volgde een militaire staatsgreep. Vanaf 10 juni 1962 werd de hwan vervangen door de won waarbij 10 hwan gelijk was aan één won. Er kwamen bankbiljetten van 1, 5, 10, 50, 100 en 500 won, maar de muntstukken van 50 en 10 hwan bleven tot 1976 in omloop. De officiële wisselkoers werd vastgesteld op 130 won voor een dollar, maar op 3 mei 1964 volgde een devaluatie naar 255 won. Op 22 mei 1965 werd de vaste koppeling met de dollar losgelaten en sindsdien is er sprake van een zwevende wisselkoers.
Op 1 juli 1972 werden biljetten van 5000 won uitgebracht en een jaar later volgde biljetten van 10.000 won. Pas 36 jaar later, in 2009, kwamen biljetten van 50.000 won in omloop.

## Wisselkoers
Tot begin 1980 hanteerde Zuid-Korea een vaste wisselkoerssysteem waarbij de waarde van de won was gekoppeld aan de Amerikaanse dollar. Vanaf februari 1980 werd dit beleid losgelaten en werd de wisselkoers van de won afhankelijk van de ontwikkeling van diverse valuta, dit waren de speciale trekkingsrechten (SDRs) en een mandje valuta van landen waar Zuid-Korea veel mee handelde. Er was nog een derde variabele, de zogenaamde policy variable, waarmee de wisselkoers - in beperkte mate - nog in de gewenste richting kon worden gebracht.
In maart 1990 werd de Market Average Exchange Rate System (MARS) geïntroduceerd. De markt en dus vraag en aanbod bepaalde de wisselkoers, maar er was wel een limiet gesteld aan de fluctuaties. De gemiddelde koers werd berekend en de dag erop kon de koers binnen nauwe marges veranderen. In het begin was de limiet naar boven en naar beneden 0,4%, maar deze limiet werd verruimd en in december 1995 was dit 2,25%. Met deze verruiming werd de overgang naar een zwevende wisselkoers vergemakkelijkt. In december 1997 werd dit beleid van een beheerste zwevende wisselkoers losgelaten en is er sprake van een zwevende wisselkoers.
| Jaar |      |  | Jaar |      |  | Jaar |      |
| ---- | ---- |  | ---- | ---- |  | ---- | ---- |
| 2000 | 1130 |  | 2010 | 1156 |  | 2020 | 1180 |
| 2001 | 1291 |  | 2011 | 1108 |  | 2021 | 1145 |
| 2002 | 1252 |  | 2012 | 1127 |  | 2022 | 1292 |
| 2003 | 1192 |  | 2013 | 1095 |  | 2023 | 1307 |
| 2004 | 1146 |  | 2014 | 1053 |  | 2024 | 1363 |
| 2005 | 1024 |  | 2015 | 1131 |  |      |      |
| 2006 | 955  |  | 2016 | 1161 |  |      |      |
| 2007 | 929  |  | 2017 | 1131 |  |      |      |
| 2008 | 1100 |  | 2018 | 1100 |  |      |      |
| 2009 | 1277 |  | 2019 | 1165 |  |      |      |